# Stephan Freigang
Stephan Timo Freigang (ur. 27 września 1967 w Hohenleipisch) – niemiecki  lekkoatleta (długodystansowiec), medalista olimpijski z 1992.
Jako reprezentant NRD zajął 4. miejsca w biegu na 10 000 metrów oraz w biegu na 20 kilometrów na mistrzostwach świata juniorów w 1986 w Atenach.
W 1989 uległ wypadkowi motocyklowemu, ale szybko odzyskał sprawność i w 1990 zwyciężył w półmaratonie w Berlinie. Na uniwersjadzie w 1991 w Sheffield zdobył złoty medal w biegu na 10 000 metrów. Zajął 18. miejsce w biegu maratońskim na mistrzostwach świata w 1991 w Tokio.
Zdobył brązowy medal w maratonie na igrzyskach olimpijskich w 1992 w Barcelonie, za Hwangiem Young-cho z Korei Południowej oraz Kōichim Morishitą z Japonii. Nie ukończył biegu maratońskiego na mistrzostwach świata w 1993 w Stuttgarcie. Na mistrzostwach Europy w Lekkoatletyce w 1994 w Helsinkach zajął 10. miejsce w biegu na 10 000 metrów. Odpadł w przedbiegach tej konkurencji na mistrzostwach świata w 1995 w Göteborgu. Nie ukończył maratonu na igrzyskach olimpijskich w 1996 w Atlancie, a na mistrzostwach Europy w Lekkoatletyce w 1998 w Budapeszcie zajął w tej konkurencji 24. miejsce.
Był mistrzem NRD w biegu na 5000 metrów w 1989 i brązowym medalistą w 1990, a także wicemistrzem w biegu na 10 000 metrów w 1989. Po zjednoczeniu Niemiec był wicemistrzem w biegu na 10 000 metrów w 1995, mistrzem w półmaratonie w 1993, 1995 i 1996, mistrzem w maratonie w 1994 i 1998 oraz w biegu przełajowym (na długim dystansie) w 1993 i 1994.
Rekordy życiowe Freiganga:
| Konkurencja           | Data i miejsce           | Wynik    |
| --------------------- | ------------------------ | -------- |
| bieg na 5000 metrów   | 9 czerwca 1993, Arnsberg | 13:30,40 |
| bieg na 10 000 metrów | 20 czerwca 1993, Hengelo | 27:59,72 |
| półmaraton            | 5 kwietnia 1992, Berlin  | 1:01:14  |
| maraton               | 30 września 1990, Berlin | 2:09:45  |